# Platysteira laticincta
Platysteira laticincta е вид птица от семейство Platysteiridae. Видът е застрашен от изчезване.

## Разпространение
Видът е разпространен в Камерун.